# Чемихіно
Чемихіно (рос. Чемихино) — присілок у Тихвінському районі Ленінградської області Російської Федерації.
Населення становить 30 осіб. Належить до муніципального утворення Цвильовське сільське поселення.

## Історія
Населений пункт розташований на історичній Новгородській землі, знищеній Московським царством у 15 столітті.
Згідно із законом від 1 вересня 2004 року № 52-оз належить до муніципального утворення Цвильовське сільське поселення.

## Населення
| 1879 | 1885 | 1910 | 1928 | 1961 | 1997 | 2002 |
| ---- | ---- | ---- | ---- | ---- | ---- | ---- |
| 175  | ↘162 | ↗234 | ↘215 | ↘134 | ↘30  | ↗32  |
| 2007 | 2010 |      |      |      |      |      |
| ↗33  | ↘30  |      |      |      |      |      |